# Aeroppia floridana
Aeroppia floridana är en kvalsterart som först beskrevs av Banks 1896.  Aeroppia floridana ingår i släktet Aeroppia och familjen Oppiidae. Inga underarter finns listade i Catalogue of Life.